# Hồ Chaubunagungamaug
Hồ Chaubunagungamaug, tên đầy đủ là Chargoggagoggmanchauggagoggchaubunagungamaugg, là một hồ nước tại thị trấn của Webster, Massachusetts, Hoa Kỳ, gần biên giới với Connecticut. Hồ Chaubunagungamaug là tên địa danh dài nhất ở Hoa Kỳ. Hồ có diện tích 5,84 km2. Hồ này được tạo nên từ sự rút lui của các dòng sông băng trong thời kỷ băng hà cuối cùng và được bổ sung nước từ các dòng suối.
Hồ này được biết đến từ khá sớm với nhiều tên gọi khác nhau như Chabanaguncamogue, Chaubanagogum, và Chaubunagungamaug. Những cái tên này đều mang chung một ý nghĩa "Hồ câu cá sát biên giới". Đây là nơi tập trung của bộ lạc người da đỏ Nipmuc.